# Omicron thoracicum
Omicron thoracicum är en stekelart som först beskrevs av Henri Saussure 1875.  Omicron thoracicum ingår i släktet Omicron och familjen Eumenidae. Inga underarter finns listade i Catalogue of Life.